# Dampiersundet

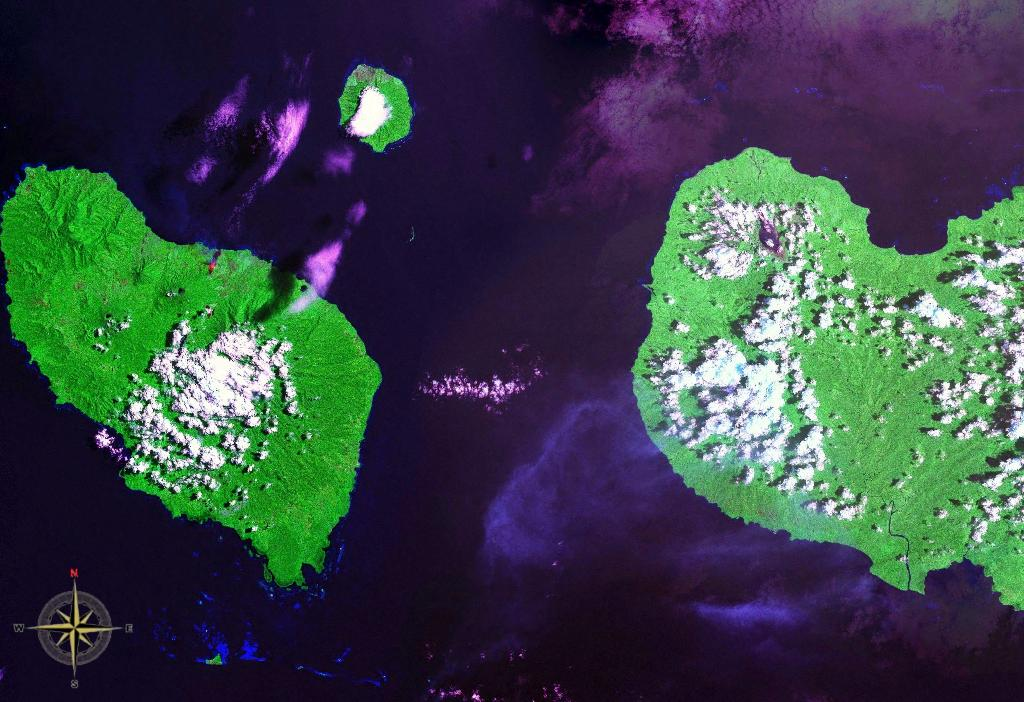
Dampiersundet sett från rymden (falska färger), med Umboi i väster, Niu Briten i öster och Sakar i norr.

Dampiersundet är ett sund i Papua Nya Guinea som skiljer öarna Umboi och Niu Briten ifrån varandra, samt förbinder Bismarcksjön i norr med Salomonsjön i söder.
Sundet är uppkallat efter den första europeiska upptäcktsresande som seglade genom sundet, den brittiska navigatorn William Dampier år 1700, på HMS Roebuck.